# Nowoołeksandriwka (rejon perwomajski)
Nowoołeksandriwka (ukr. Новоолександрівка) – osiedle na Ukrainie, w obwodzie mikołajowskim, w rejonie perwomajskim, w hromadzie Syniuchyn Brid. W 2001 liczyło 196 mieszkańców, spośród których 178 wskazało jako ojczysty język ukraiński, 7 rosyjski, 6 mołdawski, 1 bułgarski, a 4 ormiański.